# QWERTY

Клавиатура QWERTY (британская версия)

Клавиатура QWERTY (американская версия)

QWERTY — наиболее популярная в настоящее время латинская раскладка клавиатуры, используемая для английского языка. На её основе создано большинство раскладок для языков, использующих латиницу. Название произошло от 6 левых символов верхнего ряда.

## История

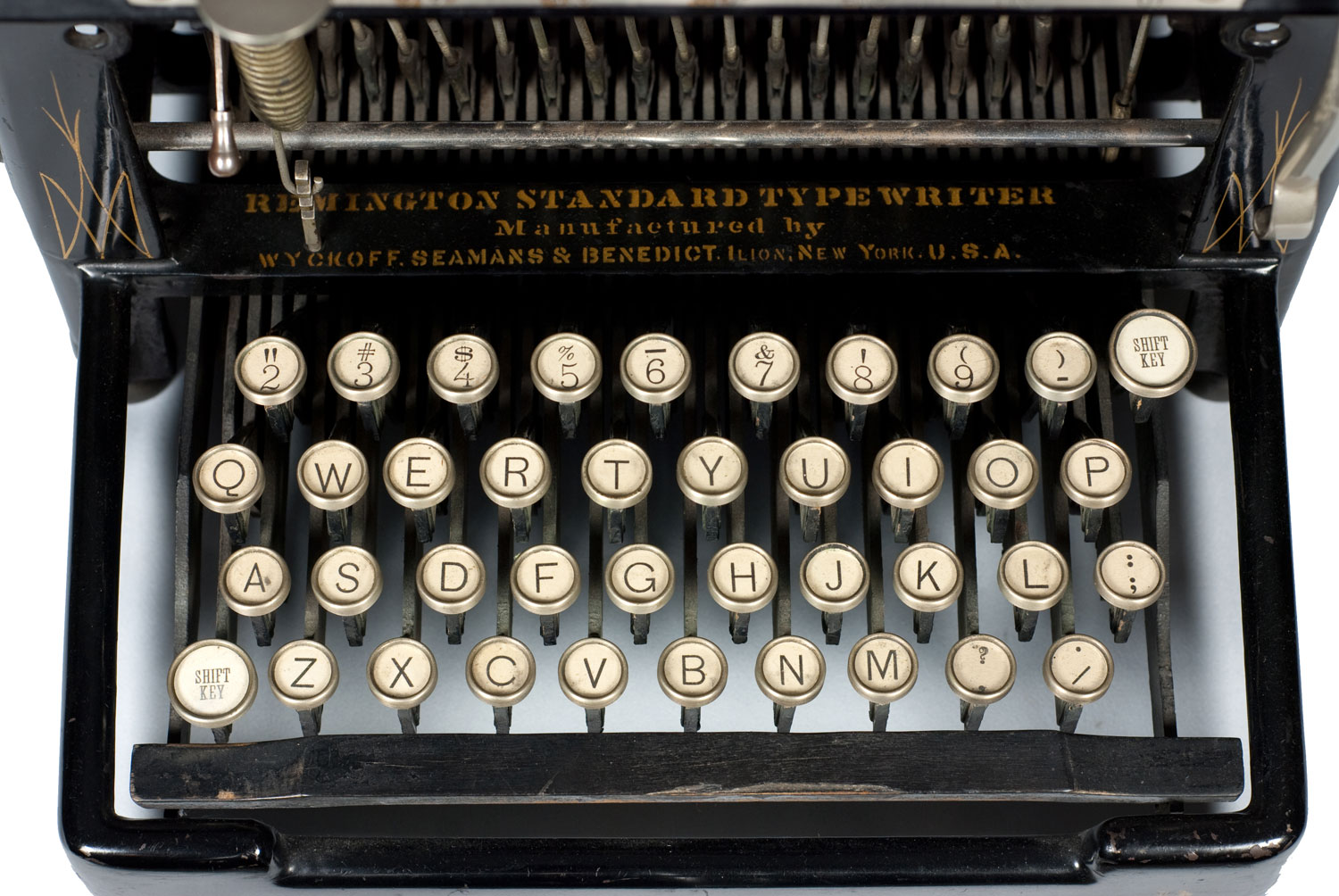
Клавиатура пишущей машинки Remington 2, 1878 год

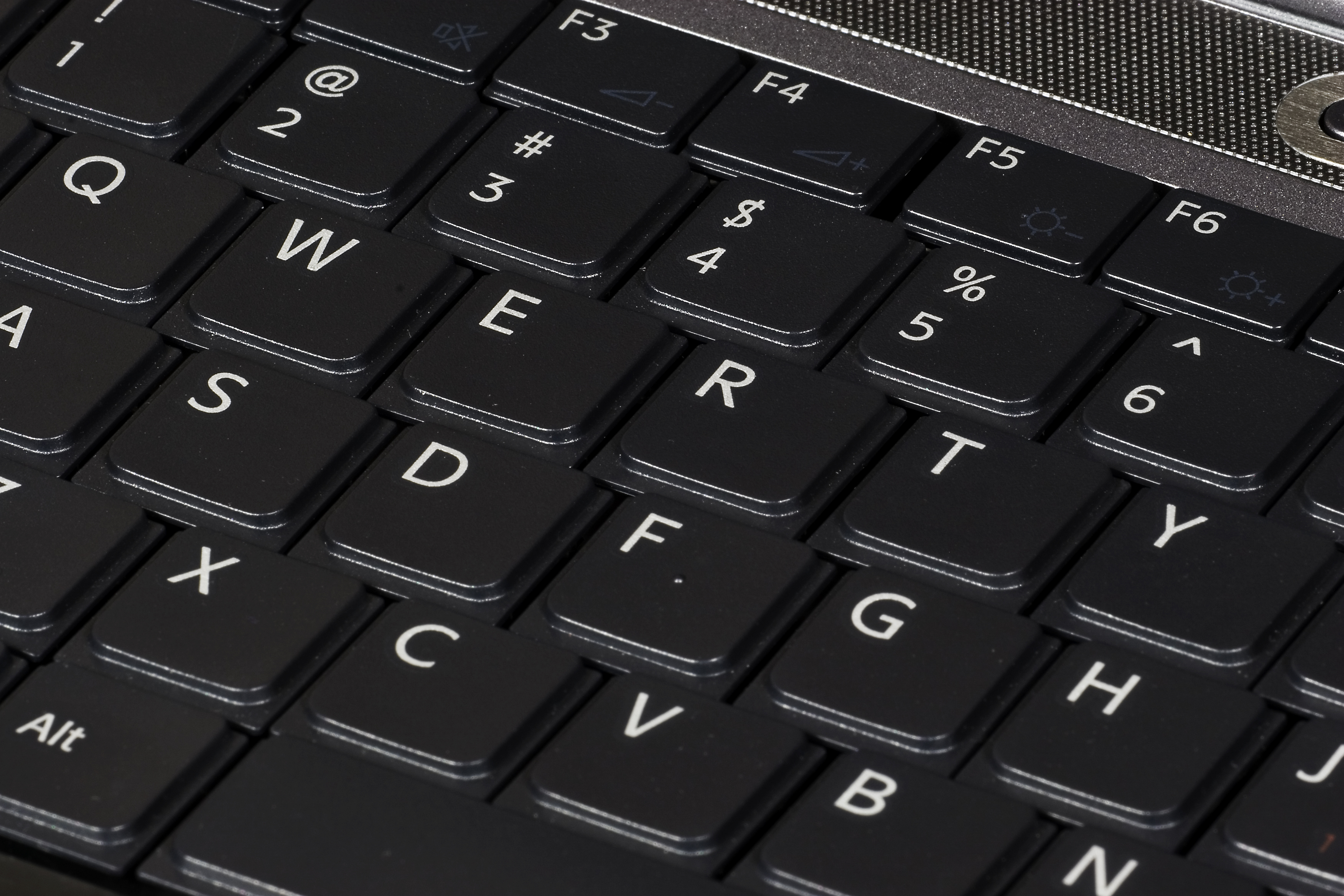
Клавиатура ноутбука с раскладкой QWERTY

В пишущих машинках Кристофера Шоулза, разрабатывавшихся в 1867—1871 годах, имелись два ряда клавиш, расположенных в алфавитном порядке. Такое расположение приводило к частым сцеплениям рычагов друг с другом (рычаги сцепляются в том случае, если подряд набираемые буквы находятся близко к друг другу, и очередная буква нажимается до того, как опустится рычаг предыдущей). Для решения этой проблемы Шоулз, постепенно изменяя машинку, постоянно экспериментировал с раскладками. Первой популярной промышленно выпускаемой пишущей машинкой стала Ремингтон 1, на ней была установлена раскладка QWERTY, с четырьмя рядами клавиш, расположенных диагональными столбцами (чтобы уменьшить зацепление рычагов друг за друга). Долгие пять лет эта машинка оставалась единственной, представленной на рынке, и к QWERTY успели привыкнуть покупатели.
Изобретение в 1888 году слепого метода печати Франком Макгуррином для машинки Ремингтон 2 помогло в популяризации данной раскладки.
Устроенное в 1888 году соревнование по скоропечатанию, которое широко освещалось в прессе и закончилось убедительной победой Макгуррина, помогло раскладке QWERTY завоевать ещё большую популярность. С того момента большинство производителей пишущих машинок стали отдавать предпочтение QWERTY, а машинистки — печатать «вслепую».
Распространён миф, что QWERTY — попытка замедлить печать настолько, насколько это можно. Наоборот, это попытка ускорить печать при прошлых технических ограничениях — слепая печать ещё не изобретена, рычаги задевают друг за друга, а печатающий механизм находится снизу и напечатанный текст можно увидеть, только провернув барабан.

### Знаки препинания
С появлением электромеханических пишущих машин возникла проблема различия плотности знаков. Дело в том, что знаки малой площади (точка, запятая, апостроф) требуют меньшей силы удара, в противном случае они повреждают красящую ленту и бумагу, в то время как литеры с большой площадью знака (W, Q, @) пропечатываются недостаточно чётко. В механических пишущих машинах силу удара можно было дозировать силой нажатия на кнопку, но в электромеханических машинах и телетайпах это было невозможно. Компания IBM в пишущей машине Selectric применила механизм, который прилагал разное усилие к разным литерам, однако он одинаково работал при нажатой и отпущенной клавише Shift. Поэтому компания IBM в своих пишущих машинах расположила на одной клавише знаки с близкой плотностью. В то же время разработчики стандарта ASCII ориентировались на раскладку клавиатуры пишущей машины Remington No2, но при этом сдвинули на одну клавишу знаки от «&» до «)». Такая раскладка долгое время продолжала использоваться в компьютерных терминалах и телетайпах, так как изменение раскладки потребовало бы усложнения декодера клавиш, чтобы он воспринимал положение клавиши Shift. Раскладку, основанную на ASCII, также называли «bit-paired layout», а на раскладке пишущих машин IBM — «typewriter-paired layout», это название было отражено в стандарте ANSI X4.14-1971.

## Альтернативные раскладки
Раскладка QWERTY на данный момент критикуется как анахронизм: проблема, которая привела к появлению раскладки QWERTY — задевающие друг за друга литеры — давно решена. С тех пор было сделано несколько попыток разработать раскладки, более подходящие для скоростного набора.

### Раскладка Дворака

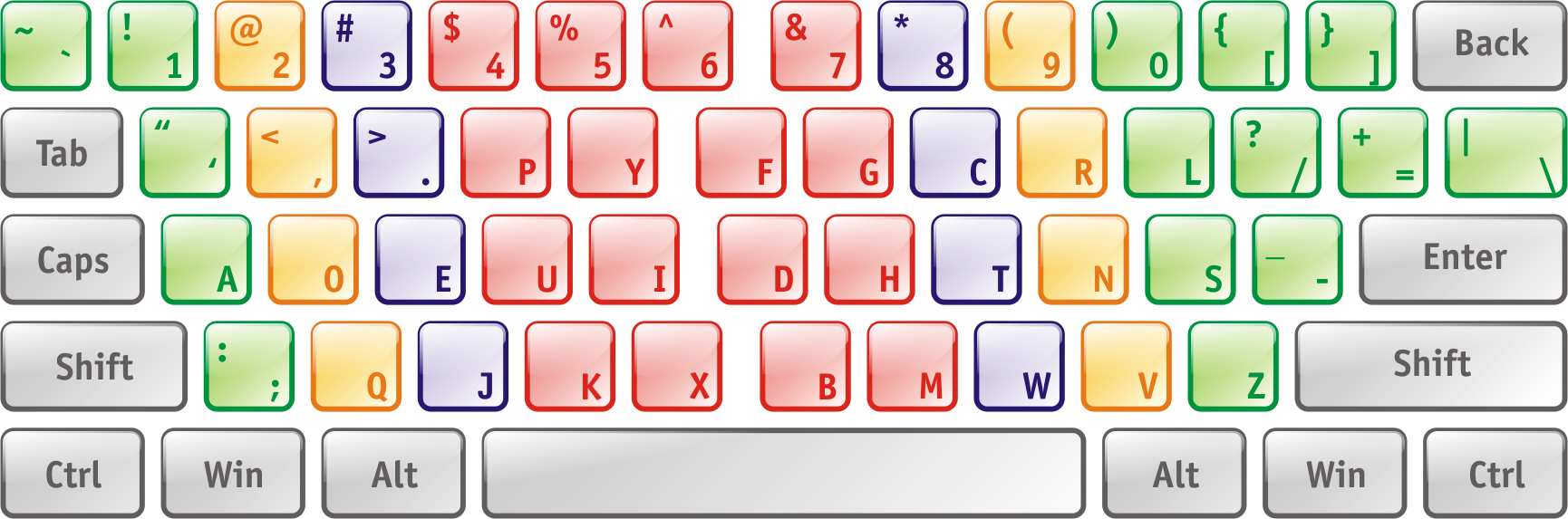
Упрощённая клавиатура Дворака

В 1936 году профессор Вашингтонского университета Август Дворак решил вернуться к истокам стандартной раскладки и научно обосновать необходимость новой. Результатом его исследований стала новая раскладка, носящая имя автора. Её принцип — максимальное удобство для набирающего. Но несмотря на то, что раскладка Дворака разработана по всем правилам, учитывает большинство соображений эргономики и включена в список раскладок любой версии Windows, с ней работают всего 2 % пользователей компьютеров.
В декабре 1943 года Дворак написал:

Можно, не прилагая особых усилий, создать десятки клавиатурных раскладок, которые будут по крайней мере не хуже, чем универсальная клавиатура Шоулза. Если буквы и символы из трёх нижних рядов клавиатуры Шоулза перемешать и расставить случайным образом, то чаще всего получится более удобная клавиатурная раскладка, при которой нагрузка на руки и отдельные пальцы будет распределена более равномерно. При этом станет меньше слов, набираемых лишь одной рукой, и будет меньше сложноосуществимых последовательностей нажатий буквенных клавиш, чем при работе на упомянутой выше универсальной клавиатуре Шоулза.

### Раскладка Colemak

Раскладка Colemak

Раскладка Colemak разработана в 2006 году Шаем Коулманом (Shai Coleman) для набора английских текстов. Название происходит от Coleman+Dvorak. Раскладка приспособлена к современным компьютерным реалиям и, по уверениям Коулмана, позволяет решить такие проблемы:
1. Намного быстрее QWERTY и несколько быстрее Дворака — в Colemak разгружены мизинцы и чаще применяется чередование рук.
2. Благодаря частичному сходству QWERTY и Colemak можно печатать, например, на QWERTY на работе и на Colemak дома. Раскладка Дворака совсем не походит на QWERTY.
3. Оставляет важные клавиатурные команды (Ctrl+Z, Ctrl+S и т. д.) в местах, до которых можно дотянуться одной рукой.
4. Программирование на Colemak проще, чем на раскладке Дворака — все знаки препинания, кроме точки с запятой, оставлены на той же позиции, что и в QWERTY.

Интересно, что на месте ⇪ Caps Lock на Colemak находится ещё одна клавиша ← Backspace.